# Saudades de casa
Saudades de casa (derivada de Homesickness) é uma saudade causada por uma separação real ou prevista de casa. Sua principal característica cognitiva são os pensamentos preocupantes de casa e a fixação em objetos. Os sofredores normalmente relatam uma combinação de sintomas depressivos e ansiosos, comportamento retraído e dificuldade em focalizar sobre temas não relacionados com a casa.
Em sua forma mais leve, as saudades de casa solicitam o desenvolvimento de habilidades de enfrentamento e motivam comportamentos de apego saudáveis, como renovar o contato com entes queridos. Na verdade, quase todas as pessoas perdem alguma coisa relacionada a sua casa quando estão longe, fazendo com que as saudades de casa seja uma experiência quase universal. No entanto, uma intensa saudade de casa pode ser dolorosa e debilitante.